# Hilty & Bosch

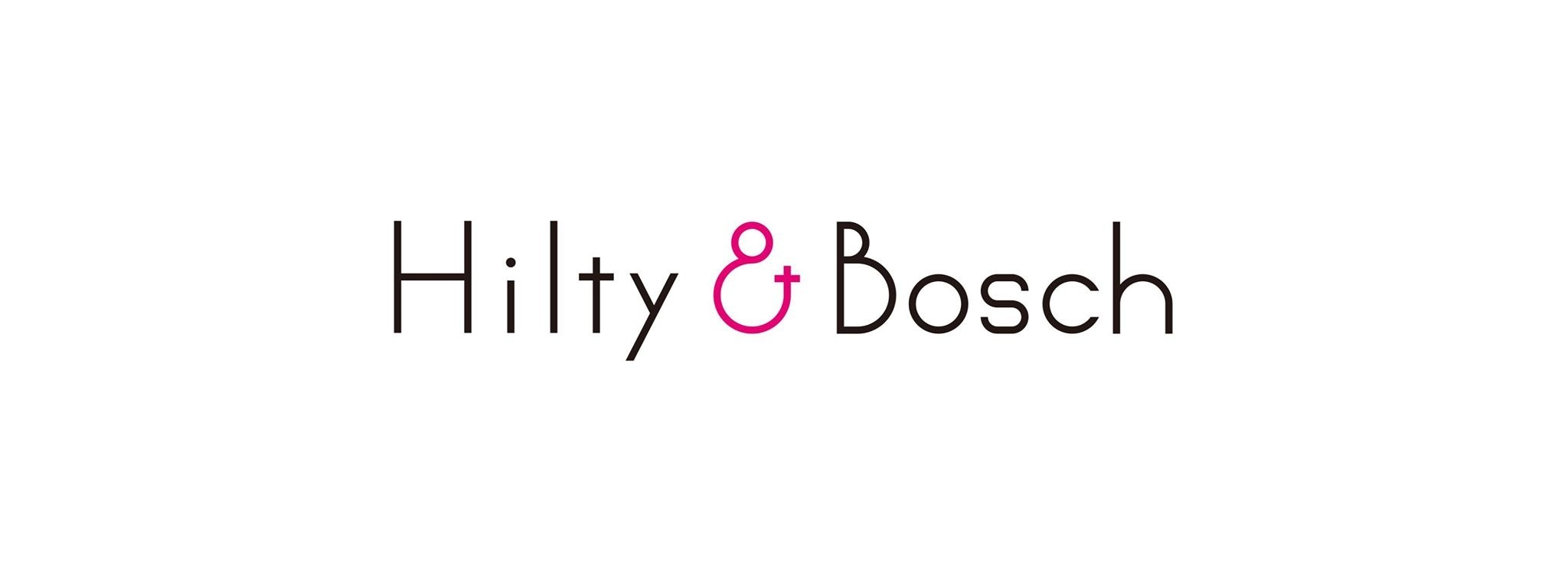
Hilty&Bosch公式ロゴ

Hilty & Bosch （ヒルティ アンド ボッシュ）は日本のストリートダンスユニット。大阪府出身のZINとYOUの二人組で構成される。

## 概要
ZINとYOUは6歳からの幼馴染。1997年、当時15歳だったZINとYOUは、プロダンサーであるYOUの父REIに師事し、ストリートダンスを始める。2004年、国内最大級のストリートダンスコンテスト Japan Dance Delight で優勝。翌年、イギリスで開催されたダンスバトル UK B-Boy Championship にて初代王者となる。
これらの活躍をきっかけに海外からのオファーが増え、2005年以降は活動の場を海外へ移す事となる。オンライン動画サイトで発表されたパフォーマンスが話題を呼び、YouTubeの公式チャンネル上での累計動画再生数は2,500万回以上を記録。TOYOTA グローバルキャンペーンCM "Get Going Challenge" やドイツ・フランス・台湾でのTV出演等。現在までに30ヶ国以上での活動実績を誇る。
国境を越えての文化交流にも力を入れ、カンボジア・ラオス・ブラジル等、世界各地の子供達とストリートダンスを通じた交流を行っている。2017年にはアメリカを拠点に加えて活動している。
2005年、ドイツで開催された【Red Bull BC ONE】にて、ゲストショーの招待を受け、日本人初のGuest Showcaseを披露。このGuest Showcaseの映像は、YouTubeでの再生回数が700万回に達している。[要出典]　同年、世界最大級のブレイクダンスコンテスト【Battle of the Year】においても、日本人初となるゲストショーを行った。その他ショーケース・ダンスバトルにおける実績として、以下のものがある。[要出典]
- 日本国内最大のLock Dance Battleイベント【OLD SCHOOL NIGHT】にて、過去2回の優勝。
- アメリカで開催された【BEST OF BEST　-カンザスシティ-】【STEP YA GAME UP -ニューヨーク-】にて優勝。
- 中国で開催された【KEEP ON DANCING】

2010年から2013年までの三年間、バラエティーショー<ヴァリエテ>のメッカであるドイツのＧＯＰシアターにてツアーを行い、約800公演1500回以上のショーに出演。総動員数35万人を超える大規模な公演で、メインアクトとしてオープニングとトリを務め、現地ドイツのメディアでも多数回取り上げられた。[要出典]
”Master Of Locking”の異名を持つ。[要出典]
こうした活動から、Hlty&Boschは、下火になっていたLock Danceを もう一度ブームにした立役者として、またジャンルに捉われないオンリーワンのスタイル、New Old School Danceを確立させたという評価を得ている。[要出典]
また、世がコロナ禍になる以前よりオンラインレッスンを日本でも始めており、今回のコロナ禍では下地があったから早く行動に移せたといっている。

## 主な受賞歴

### 1997年
- 結成

### 1998年
- TRUE SCHOOL11月度優勝
- 第1回IMP ACT 優勝
- JAPAN DANCE DELIGHTVol.6&Vol.8&Vol.9 決勝大会出場

### 2000年
- 沖縄ストリートダンスコンテスト 5月度 優勝 同上グランドチャンピオン大会 優勝
- HOOP ストリートダンスコンテスト11月ウィークリー&マンスリー大会優勝 同上グランドチャンピオン大会 準優勝

### 2001年
- RAVE2001 神戸高校生大会 第3回大阪大会 出場
- RAVE2001 第4回大阪大会 優勝
- RAVE2001 グランドチャンピオン大会 Osaka DANCE DELIGHT 特別賞

### 2002年
- YOKOHAMADANCEDELIGHT Vol.2準優勝 滋賀県ストリートダンスコンテスト 優勝

### 2003年
- BATTLE POP&LOCK LOCKSOLOBATTLE 優勝 OldSchoolNight LOCKINGBATTLE準優勝
- CALLES賞金50万 ダンスコンテスト優勝
- B-Boy Summit (U.S.A. Los AngelsにてLOCKSOLOBATTLE 3&4位)
- JAPAN DANCE DELIGHT 特別賞
- Osaka DANCEDELIGHT優勝 '04
- JAPAN DANCE DELIGHT 優勝 ※1
- SBCLOCK1ON1BATTLE 優勝 準優勝 BATTLEPOP LOCK2ON2 BATTLE優勝
- SOULFUL NIGHT GRAND CHAMP ION大会 vol 4 優 勝

### 2005年
- OldSchoolNight LOCKINGBATTLE優勝
- BATTLEPOPLOCK2ON2 BATTLE優勝 OKINAWASTREET STYLE FESTIVAL2005優勝
- UK B-boy Championship World Locking 2on2 Battle 優勝(イギリス) ※2
- U.S.A Best Of Best(World Locking 1on1Battle ) 1位&2位(アメリカ)
- RedBullBCONEinBERLIN,GUEST SHOW(ドイツ)
- INTERNATIONAL Battle of the Year 2005inBRAUNSCHWEIG, GUESTSHOW(ドイツ) ※3

### 2006年
- INTERNATIONAL HIP HOP DANCE BATTLE, GUEST SHOW(スウェーデン)
- JAPAN DANCE DELIGHT 準優勝
- STEP YAGAMEUP WORLDLOCKING1on1BATTLEin New York(ニューヨーク),優勝

### 2008年
- OldSchoolNight LOCKINGBATTLE優勝
- R-16 KOREASPARKING GYEONGGI 2008, GUEST(韓国)
- O NIGHT in Singapore, GUEST(シンガポール)
- INTER NATIONAL  Battle of the Year  2008 in BRAUNSCH, GUEST(ドイツ) BERLINDANCEDELIGHTvol.1 inBerlin,GUEST&審査(ドイツ)
- WEPARIS DANCE DELIGHT vol.2 in Paris, GUEST&審査(フランス)
- 舞林大道 TV SHOWin Taiwan, GUEST&審査(台湾)
- Battle of the Year  ASIA, GUEST SHOW(タイ)

### 2009年
- KEEP ONDANCING in CHINA International LOCKING 2on2 battle 優勝(中国) WHOISBEST 2009 in China,GUEST&審査
- URSUS and NADESCHKIN PERLEN tour2009(スイス), GUEST

### 2010年
- 芸術見本市(ドイツ·フライブルグ)へGUSET参加 So Funky Game(台湾)
- Juste Debout(フランス)に日本代表として参加 URBANATIX(ドイツ)
- Master ofRhythm(南アフリカ) The Big Groove(シンガポール)
- URBAN DANCEPROJECT2010(ドイツ)
- MASTERS OF RHYTHM August 2010 Kingdom Comeにてショー コンテスト ジャッジ(南アフリカ) STYLE JUNCTIONTOKYO(CLUB CITTA'日本)出演 Germanyデュッセルドルフ企業合同レセプションイベント出演(ドイツ)

### 2011年
- GOP Variety Theatre "RED"出演(ドイツ)
- Urban Dance Project 2011(ドイツ)
- 第5回 Kabarett 3satフェスティバルTV 2011(ドイツTV)
- La Plus Grand Cabaret du Monde (フランスTV)
- INTER NATIONAL URBAN DANCEFESTIVAL BELGIUM(ベルギー)

### 2012年
- GOP Variety Theatre "ASIA"出演(ドイツ) Urban Dance Project 2012(ドイツ)
- Funkin' Styles(ドイツ)
- Locking Up 2012(ロシア)
- Fair Play Inter National Dance Camp(ポーランド)

### 2013年
- GRANDCHANPIONCARNIVAL12'"にてバトルジャッジ ワークショップ(福岡) INTERNATIONAL URBAN DANCE FESTIVAL (ベルギー)
- URBAN DANCECAMP(ドイツ)
- GOP Variety Theatre "ASIA"出演(ドイツ)
- WORLD SUPREMACYBATTLEGROUNDS (オーストラリア) 舞 愛 D A N C E C I T Y( 台 湾 )

### 2014年
- 公演「Movin' up」公演開催
- 公演「Hilty&Bosch New old school dance live」公演開催
- 「Japan Girls Expo」Guest
- 「Σ presents Inspire」Guest
- 「TOYOTA presents Get Goin Challenge」CM
- 「Urban dance camp 2014」Guest
- 「UDO Championship」Guest
- 「Urbanatix」Guest
- 「Back to Oldschool」Judge

## ゲストショー
- 2005年 Battle of the Year ゲストショー （Hilty & Bosch feat.Co-thkooとして）
- 2005年 Red Bull BC One ゲストショー
- 2008年 Battle of the Year  ゲストショー

## 出演

### テレビ
- 少年チャンプル（中京テレビ製作・日本テレビ系列）
- スーパーチャンプル（中京テレビ製作・日本テレビ系列）
- Kabarett 3sat フェスティバルTV 2011 (ドイツ)
- La Plus Grand Cabaret du Monde (フランス)
- 舞林大道 TV SHOW (台湾)
- めちゃ2イケてるッ!(フジテレビ)）

### CM
- エースコック
- TOYOTA presents Get Going Challenge

### PV
- 愛内里菜 - "Ohh! Paradise Taste!!"（2000年）
- 三浦大知 -"(RE)PLAY"(2016年)
- SASUKE（トラックメイカー） -"J-POPは終わらない"(2019年)
- 屋良朝幸-”Beautiful Japanese”（2020年）
- 屋良朝幸＆m.c.A・T-"Rock!! On The Floor!!"(2020年）
- DA PUMP-"DREAM ON THE STREET”（2021年）